# Binari (film 1996)
Binari è un cortometraggio del 1996 diretto da Carlotta Cerquetti.

## Riconoscimenti
- 1996 - Brussels International Film Festival
  - Miglior cortometraggio europeo[1]